# Eixorba-rates blanc
L'eixorba-rates blanc, coixinet de monja o coixí d'agulles (Teucrium marum) és una planta lamiàcia endèmica de les Illes Balears. És una planta perenne de la família de les lamiàcies propera al timonet (Thymus).

## Descripció
És natural d'Espanya, on creix en sòls secs i oberts, i on les gelades no són severes. Les seues fulles, petites i ovals, li donen un aspecte semblant al del timonet, i presenten un color gris-verdós. Les flors, molt fragants en estiu, estan en puntes solitàries i són de color rosat. La planta quan és jove emana una olor aromàtica que excita a l'esternut. El seu sabor és amarg acompanyat de la sensació de calor.

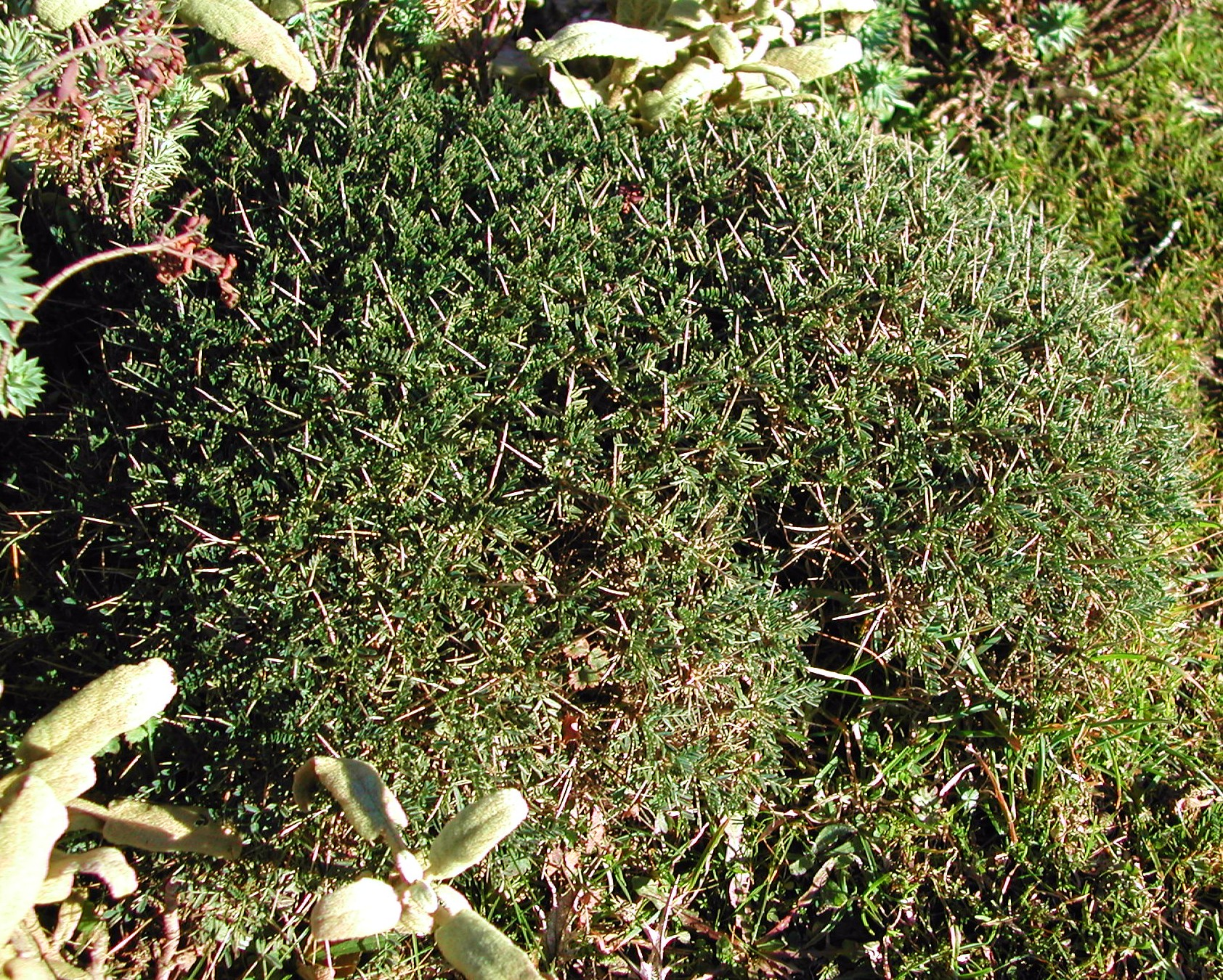
Matoll de Coixinet de monja

## Taxonomia
Té les següents subespècies:
- T. marum subsp. marum
- T. marum subsp. occidentale
- T. marum subsp. drosocalyx

S'han trobat diferències quantitatives i qualitatives pel que fa als diversos components volàtils dins i entre els tàxons.